# Volvo C70

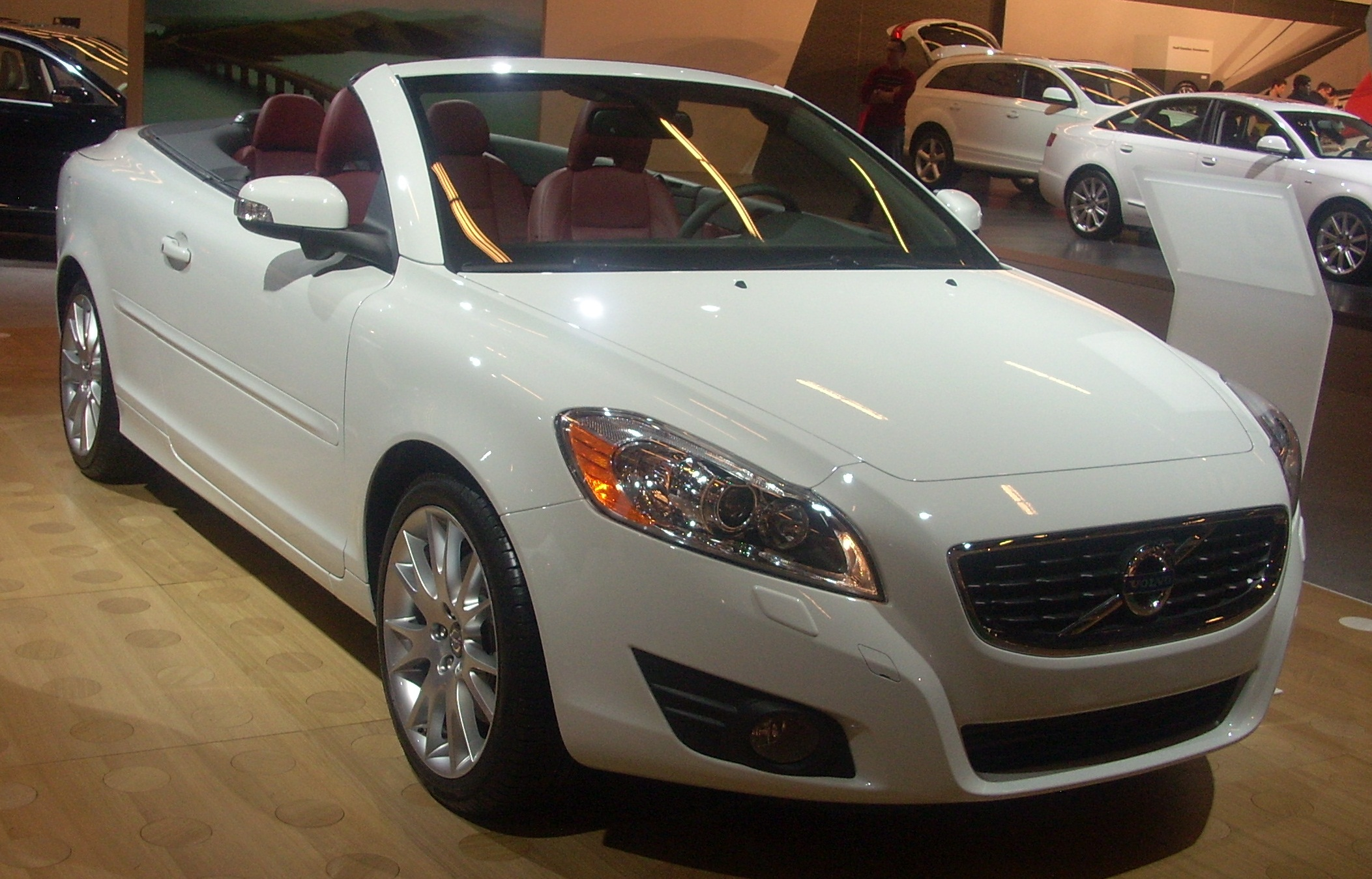
C70 po faceliftu

Volvo C70 je osobní automobil, který vyrábí švédská automobilka Volvo.

## Volvo C70 I.generace
Luxusní kupé Volvo C70 bylo představeno na Pařížském autosalonu roku 1996, C70 Convertible, tehdy nejdražší model značky, bylo představeno o rok později.

### Přehled motorizací
| Model                                          | 2.4i                                               | 2.0T LPT                                    | 2.0T HPT                                    | 2.5T                                        | 2.5T od 2003                                | T5                                          | T5 od 2003                                  |                                |                                |
| Označení                                       | B5254                                              | B5204T4                                     | B5204T3                                     | B5244T                                      | B5244T7                                     | B5234T3                                     | B5234T9                                     |                                |                                |
| Uspořádání válců a počet ventilů               | 5 v řadě, 4 ventily na válec, uložen příčně        | 5 v řadě, 4 ventily na válec, uložen příčně | 5 v řadě, 4 ventily na válec, uložen příčně | 5 v řadě, 4 ventily na válec, uložen příčně | 5 v řadě, 4 ventily na válec, uložen příčně | 5 v řadě, 4 ventily na válec, uložen příčně | 5 v řadě, 4 ventily na válec, uložen příčně |                                |                                |
| Druh motoru                                    | atmosférický benzínový                             | turbobenzínový                              | turbobenzínový                              | turbobenzínový                              | turbobenzínový                              | turbobenzínový                              | turbobenzínový                              |                                |                                |
| Doporučené palivo                              | Natural 95 (min. 91)                               | Natural 98 (min. 95)                        | Natural 98 (min. 95)                        | Natural 98 (min. 95)                        | Natural 98 (min. 95)                        | Natural 98 (min. 95)                        | Natural 98 (min. 95)                        |                                |                                |
| Objem (cm³)                                    | 2.435                                              | 1.984                                       | 1.984                                       | 2.435                                       | 2.435                                       | 2.319                                       | 2.319                                       |                                |                                |
| Vrtání × zdvih (mm)                            |                                                    | 81 × 77                                     | 81 × 77                                     | 83 × 90                                     | 83 × 90                                     | 81 × 90                                     | 81 × 90                                     |                                |                                |
| Kompresní poměr                                |                                                    | 9.5:1                                       | 8.4:1                                       | 9.0:1                                       | 9.0:1                                       | 8.5:1                                       | 8.5:1                                       |                                |                                |
| Výkon (kW / PS)                                | 125/170                                            | 120/163 při 5100 ot./min                    | 166/225 při 5500 ot./min                    | 142/193 při 5100 ot./min                    | 147/200 při 5700 ot./min                    | 176/240 při 5400 ot./min                    | 180/245 při 5400 ot./min                    |                                |                                |
| Kroutící moment (Nm)                           | 220Nm při 2200ot./min                              | 230Nm při 1800-5000 ot./min                 | 310Nm při 2700-5000 ot./min                 | 270Nm při 1600-5000 ot./min                 | 285Nm při 1800-5000 ot./min                 | 330Nm při 2400-5520 ot./min                 | 330Nm při 2400-5100 ot./min                 |                                |                                |
| Nejvyšší rychlost – MT (coupé / cabrio)        | /                                                  | 210 / 200                                   | 245 / 235                                   | 230 / 220                                   | / 220                                       | 250 / 240                                   | / 240                                       |                                |                                |
| Nejvyšší rychlost – AT (coupé / cabrio)        | /                                                  | / 195                                       | / 225                                       | 225 / 210                                   | / 210                                       | 240 / 230                                   | / 230                                       |                                |                                |
| Zrychlení 0–100 km/h – MT (coupé / cabrio)     | /                                                  | 9.3 / 9.9                                   | 7.5 / 7.9                                   | 7.8 / 8.5                                   | / 8.5                                       | 6.9 / 7.2                                   | / 7.2                                       |                                |                                |
| Zrychlení 0–100 km/h – AT (coupé / cabrio)     |                                                    | 10.0 / 10.7                                 | / 8.2                                       | 8.2 / 9.0                                   | / 9.0                                       | 7.5 / 8.0                                   | / 8.0                                       |                                |                                |
| Spotřeba město / mimo město / kombinovaná – MT |                                                    | 13.5 / 7.4 / 9.7                            | – / – / 9.8                                 | 14.1 / 7.9 / 10.1                           | 13.5 / 7.7 / 9.9                            | 13.5 / 7.7 / 9.9                            | 13.5 / 7.7 / 9.9                            |                                |                                |
| Spotřeba město / mimo město / kombinovaná – AT |                                                    | 15.6 / 7.7 / 10.6                           | – / – / 10.5                                | 15.7 / 8. 3 / 11.0                          | 16.0 / 8.0 / 10.9                           | 15.5/ 8.1 / 10.8                            | 16.0 / 8.0 / 10.9                           |                                |                                |
| Emise CO2 – MT                                 |                                                    | 230                                         | 221                                         | 242                                         | 236                                         | 236                                         | 236                                         |                                |                                |
| Emise CO2 – AT                                 |                                                    | 253                                         |                                             | 261                                         | 261                                         | 268                                         | 261                                         |                                |                                |
| Převodovka (MT / AT)                           |                                                    | M56L2 / AW55-50                             |                                             |                                             | M56H / AW55-50                              | M56H / AW55-50                              |                                             |                                |                                |
| Pohotovostní hmotnost                          | coupé cca 1450kg / cabrio cca 1565kg               | coupé cca 1450kg / cabrio cca 1565kg        | coupé cca 1450kg / cabrio cca 1565kg        | coupé cca 1450kg / cabrio cca 1565kg        | coupé cca 1450kg / cabrio cca 1565kg        | coupé cca 1450kg / cabrio cca 1565kg        | coupé cca 1450kg / cabrio cca 1565kg        |                                |                                |
| Poznámky                                       | není v prospektech, objevuje se v Anglii a Německu | byl nabízen převážně v Itálii               | byl nabízen převážně v Itálii               | jediné oficiálně nabízené v ČR              | jediné oficiálně nabízené v ČR              | jediné oficiálně nabízené v ČR              | jediné oficiálně nabízené v ČR              | jediné oficiálně nabízené v ČR | jediné oficiálně nabízené v ČR |

Vys.: MT = manuální převodovka, AT = automatická převodovka, LPT – nízkotlaké turbo, HPT – vysokotlaké turbo

## Volvo C70 II.generace
Volvo C70 druhé generace bylo představeno na Frankfurtském autosalonu roku 2005. Vyrábí se jako kupé-kabrio. Technicky vychází z řady S40/V50.

### Přehled motorizací
- 2.4 (103 kW)
- 2.4i (125 kW)
- T5 (162 kW)
- D5 (132 kW)
- 2.0 D (100kw) - Ford